# Rune Dahmke
Rune Dahmke, né le 10 avril 1993 à Kiel, est un handballeur allemand évoluant au poste d'ailier gauche.
Avec l'équipe nationale d'Allemagne, il est notamment champion d'Europe 2016 et vice-champion olympique en 2024.

## Palmarès

### En club
Compétitions internationales
- Vainqueur de la Ligue des champions (C1) (1) : 2020
- Vainqueur de la Coupe de l'EHF (C3) (1) :  2019

Compétitions nationales
- Championnat d'Allemagne
  - Vainqueur (4) : 2015, 2020, 2021, 2023
  - Deuxième (2) : 2011, 2019
- Coupe d'Allemagne
  - Vainqueur (3) : 2017, 2019 et 2022
- Supercoupe d'Allemagne
  - Vainqueur (5) : 2014, 2015, 2020, 2021, 2022, 2023
  - Finaliste (1) : 2019

### En équipe nationale
- Médaille d'or au Championnat d'Europe 2016 en Pologne
- 9e place au Championnat d'Europe 2018
- 7e place au Championnat d'Europe 2022
- 9e place au Championnat du monde 2023
- 4e place au championnat d'Europe 2024
- Médaille d'argent aux Jeux olympiques de 2024 à Paris

## Galerie

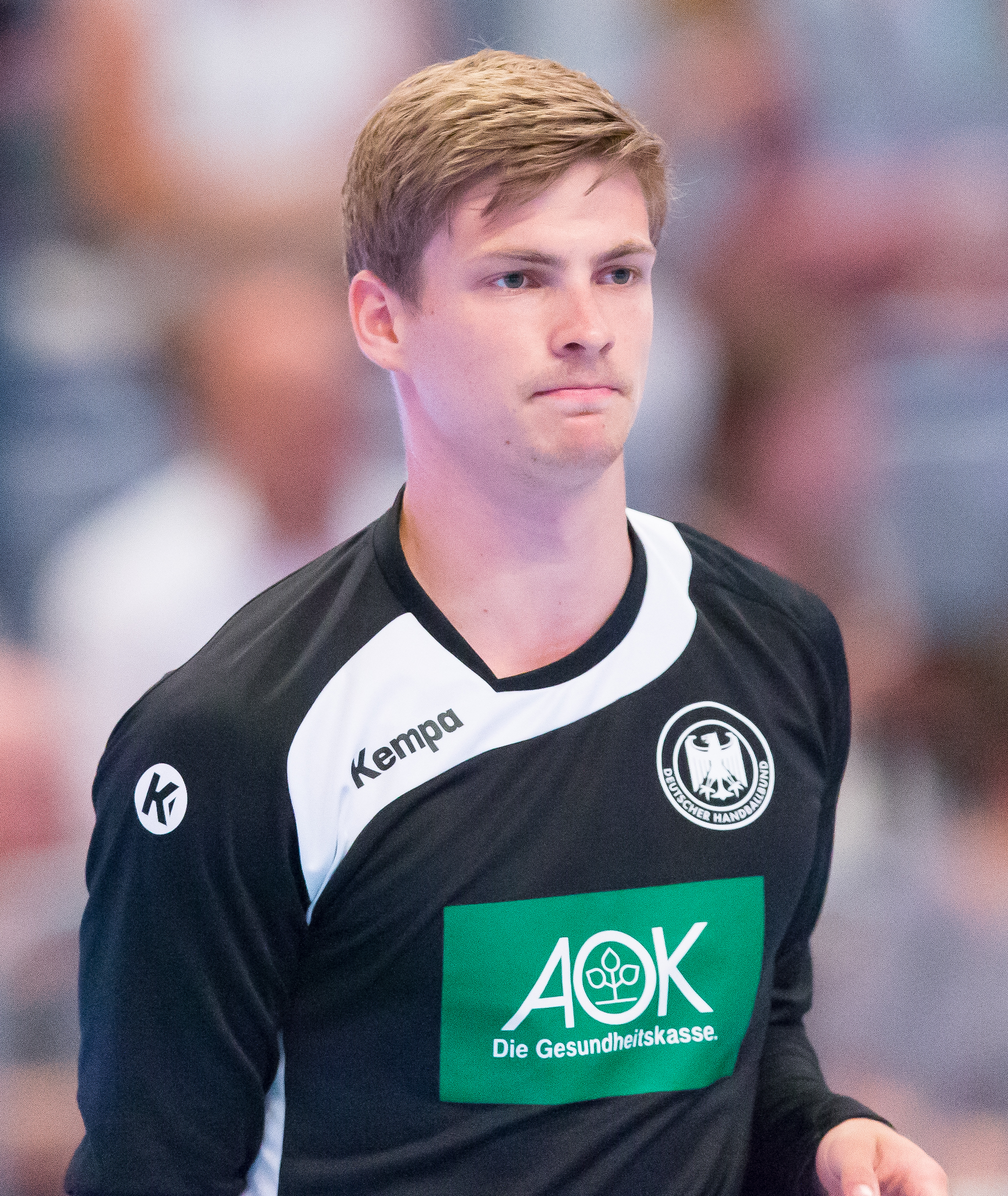
En 2016
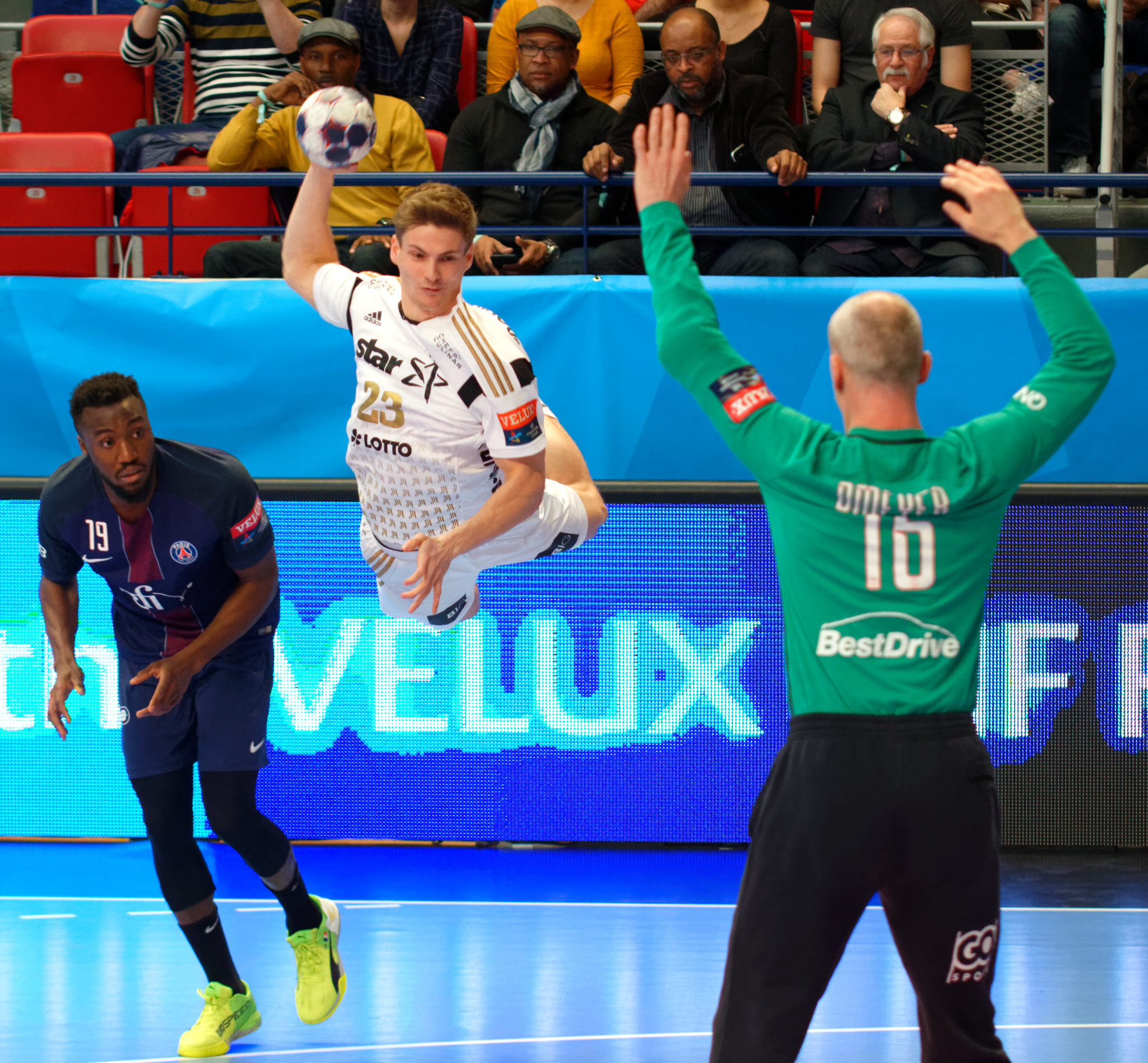
Au tir face à Omeyer en 2017
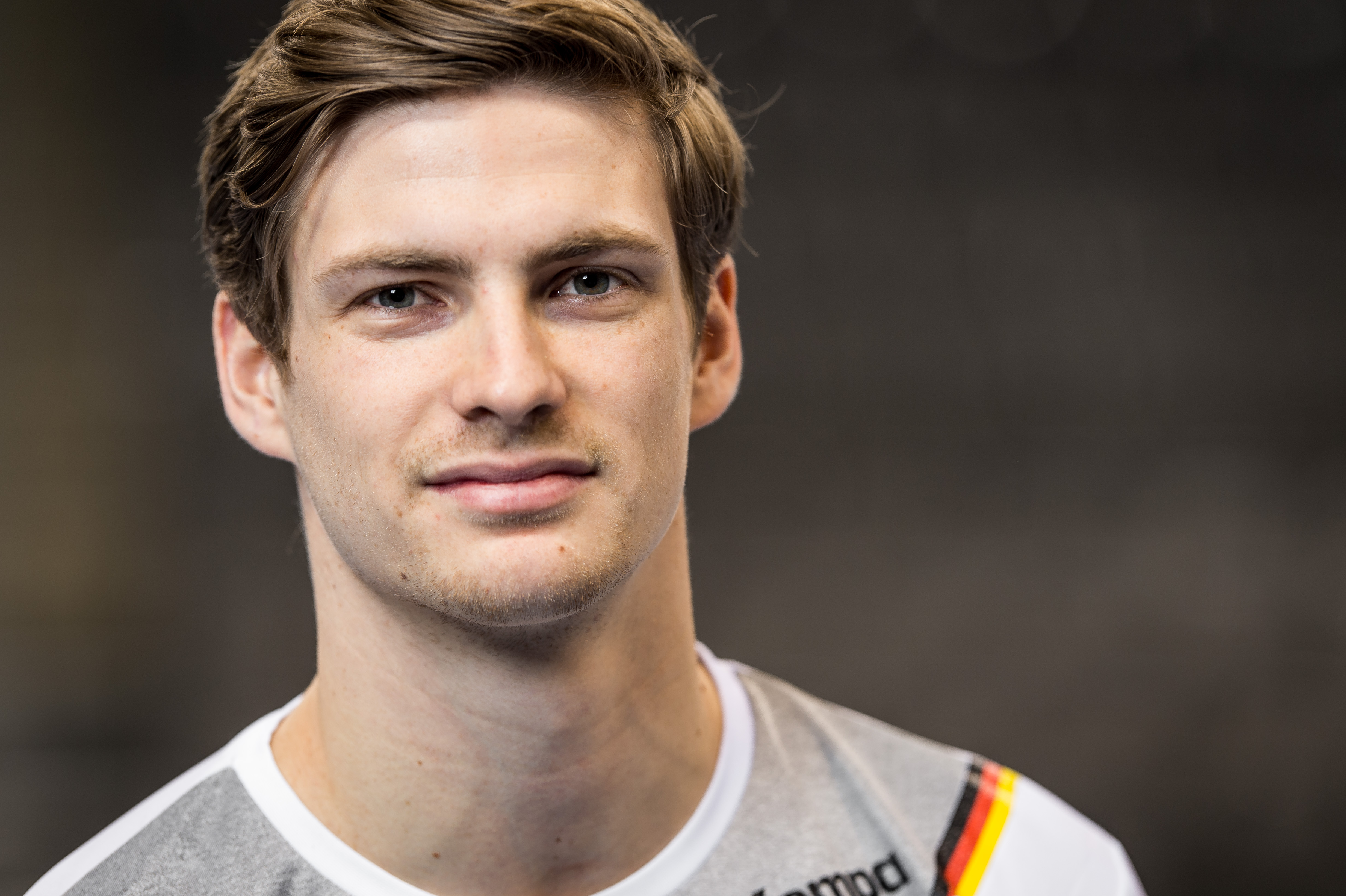
En 2018
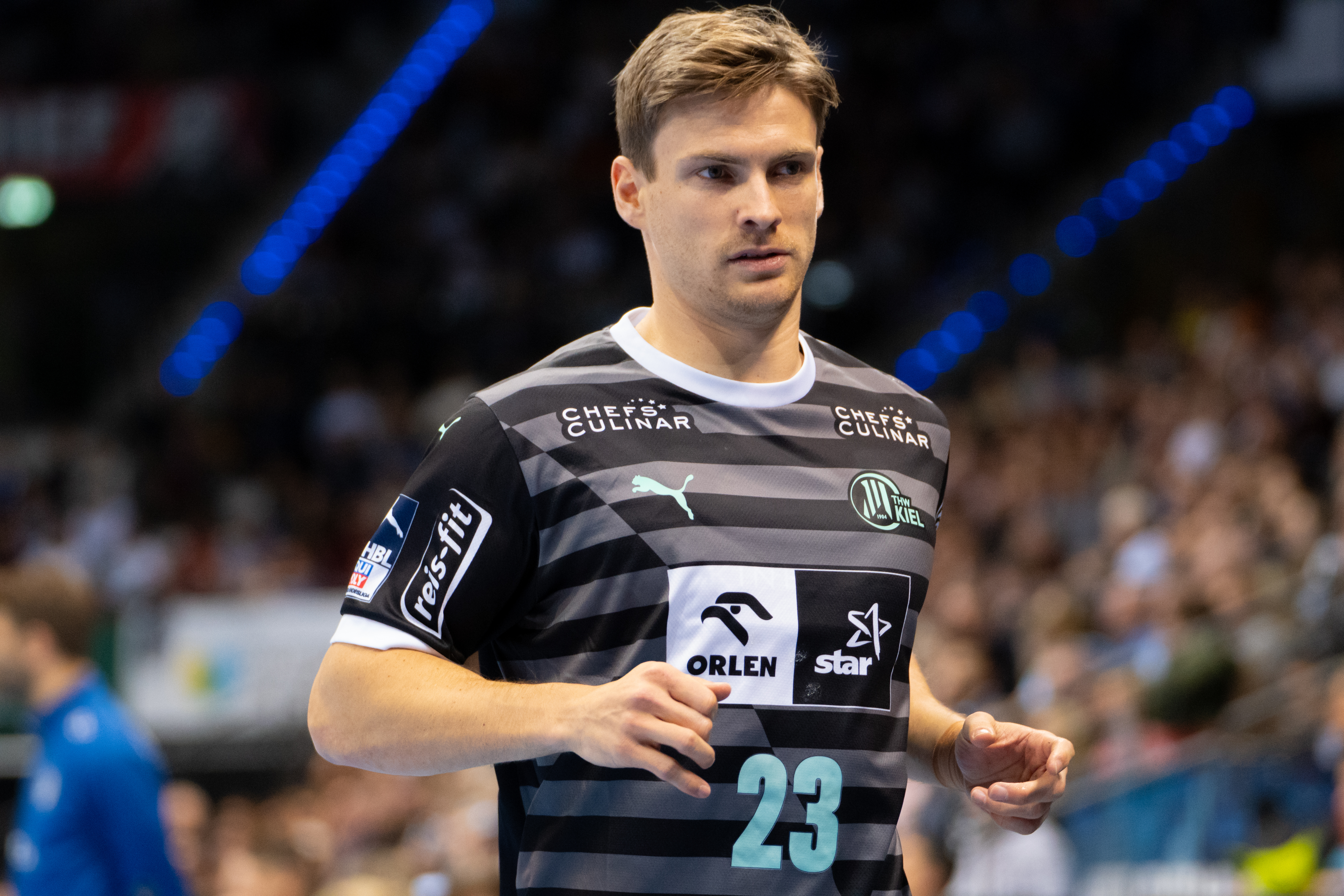
En 2023